# 105-й гвардейский отдельный авиационный полк ГВФ
105-й гварде́йский отде́льный о́рдена Алекса́ндра Не́вского Паневе́жский авиацио́нный полк ГВФ — воинская часть вооружённых сил СССР на основе авиаотряда гражданской авиации, переданного в Великую Отечественную войну в оперативное подчинение НКО СССР и применяемого как транспортная авиация в обеспечение Действующей армии.

## История
10-я авиационная группа особого назначения (10-я АГОН)
В июле 1941 года постановлением СНК СССР Гражданский воздушный флот (ГВФ) передаётся в оперативное подчинение НКО СССР. Из региональных управлений ГВФ было сформировано шесть авиационных групп особого назначения (АГОН), которые стали выполнять перевозки в интересах действующих фронтов Красной Армии.
2-й отдельный авиационный полк ГВФ
12.07.1942 г. на базе 10-й АГОН сформирован 2-й отдельный авиаполк ГВФ.
2-й оап был передан Калининскому фронту, в оперативное подчинение 3-й воздушной армии.
105-й гвардейский отдельный авиационный полк ГВФ
Приказом от 24 августа 1943 года № 264 народным комиссаром обороны СССР 2-й отдельный авиаполк ГВФ преобразован в 105-й гвардейский отдельный авиационный полк ГВФ.
105-й гв. оап находился в оперативном подчинении 3-й воздушной армии 1-го Прибалтийского фронта.
В состав авиаполка входили: 1-я партизанская авиаэскадрилья (ночная транспортно-бомбардировочная эскадрилья), 2-я транспортная авиаэскадрилья, 3-я санитарная авиаэскадрилья, тренировочное звено самолётов У-2, транспортное звено самолётов Р-5.

## Вооружение
На вооружении авиаполка имелись транспортные самолёты: переоборудованные Р-5, По-2, По-2Л, По-2СП, По-2С, С-2, С-3. Эти самолёты применялись также как ночные бомбардировщики. В середине 1944 года матчасть авиаполка пополнилась переоборудованными самолётами Ли-2, C-47.

## Боевая деятельность авиаполка
1-й партизанской эскадрильей с октября 1942 года выполнено 6553 ночных и дневных самолёто-вылета в тыл противника. Из них в интересах действующих партизанских отрядов и бригад Калининской и Смоленской областей, Белоруссии и Прибалтийских республик эскадрилья произвела 2597 самолёто-вылетов, в том числе 2239 (86 %) с посадкой в тылу противника.
Было доставлено в тыл противника: 1046 партизан, военнослужащих и партийно-советских работников; боеприпасов — 495,8 тонн; медикаментов 1 тонна, консервированной крови 0,5 тонн, вывезено 3277 раненых партизан, 23 солдата и офицера немецкой армии, взятых в плен партизанами.
После блокирования немецкими войсками Витебских ворот (Суражского коридора) в сентябре 1942 года, именно на 2-й оап легла основная задача по снабжению партизанских формирований Суражского партизанского края (1-я и 2-я Белорусские партизанские бригады) оружием и боеприпасами со своей базы в деревне Войлово, расположенной в 30 км к северу от города Велиж. Первый самолёт, который прорвал блокаду и совершил 28 октября 1942 г. посадку в расположении 1-й Белорусской партизанской бригады возле деревни Горькаво, находившейся в 10 км к северо-западу от города Сураж, пилотировали командир 105-го гвардейского отдельного авиаполка майор Е. Т. Клуссон и лейтенант Н. И. Жуков.
Стандартной задачей 1-й эскадрильи был поиск новых партизанских отрядов и посадки вслепую, без налаженного взаимодействия с партизанами. Так, 25 марта 1943 года старший лейтенант В. С. Белойван и техник-лейтенант А. И. Круглов установили связь с партизанской бригадой Г. С. Тимофеева, действовавшей в Белоруссии. Лётчики, руководствуясь только описанием озера и его окрестностей, доставленных девушкой-связной из этой бригады (сумевшей убежать из плена), ночью на самолёте По-2 сумели найти это озеро в лесу, сели на лёд и дождались партизан.
С лета 1943 года авиаполк стал обеспечивать связь и снабжение оружием, боеприпасами партизанские бригады в Полоцко-Лепельской партизанской зоне, находившейся на оккупированной немецко-фашистскими войсками территории Витебской области Белоруссии. В частности, в марте—апреле 1944 года в рамках операции «Звёздочка» авиаполк обеспечил эвакуацию из партизанской зоны в советский тыл ранее освобождённых партизанами около 200 детей Полоцкого детдома.

### Итоги боевой деятельности авиаполка
Только за 1944 год по заданию командования 1-го Прибалтийского фронта и 3-й воздушной армии авиаполк совершил 57 459 самолёто-вылетов и перевёз 40 827 солдат и офицеров, доставил боевым частям 2 960 тонн различных грузов.
Согласно отчёту о боевой работе авиаполка с 4.11.1942 г. по 19.6.1945 г. произведено 61 892 самолёто-вылета с общим налётом 70 491 час, из них ночью 9 742 часа:
- Переброшено по воздуху раненых 21 398 человек и по выполнению других различных заданий (пополнение, командировки специалистов, штабные перевозки) — 23 687 человек;
- Переброшено печати, литературы и почты 17 688 тонн;
- Доставлено консервированной крови для госпиталей фронта из глубины территории страны 124,8 тонн, медикаментов 35,3 тонн, прочих грузов для нужд войск фронта 742,3 тонн;
- В интересах Калининского и 1-го Прибалтийского фронтов произведено 3956 самолёто-вылетов в тыл врага на ночную разведку тылов противника с бомбометанием объектов. Сброшено на войска и объекты противника 76,3 тонн бомб и 4,9 тонн листовок;
- Переброшено в тыл противника в качестве воздушного десанта 144 человека и по другим заданиям (разведывательные и диверсионные группы, связь с подпольем, поиск партизан) 562 человека[6].

## Почетные наименования и награды
Приказом Верховного Главнокомандующего от 9 августа 1944 года за № 0254 105-му гвардейскому отдельному авиационному полку присвоено наименование «Паневежский».
Указом Президиума Верховного Совета СССР от 28 мая 1945 года за образцовое выполнение заданий командования в боях с немецкими захватчиками при овладении городом и крепостью Пиллау, проявленные при этом доблесть и мужество, 105-й гв. отдельный авиаполк награждён орденом Александра Невского.
Различными правительственными наградами за боевую работу в интересах фронта и партизанского движения было награждено более 70 человек личного состава авиаполка.
Дополнительно по представлениям Центрального штаба партизанского движения и Белорусского штаба партизанского движения 76 лётчиков и техников авиаполка награждены медалями «Партизану Отечественной войны» 1-й, 2-й степени (хотя формально они не являлись партизанами).

## Личный состав авиаполка

### Командование
- Командир полка майор Евгений Томасович Клуссон
- Начальник оперативного отдела полка М. А. Флейшман
- Командир 1-й партизанской эскадрильи А. В. Фёдоров
- Начальник штаба эскадрильи старший лейтенант В. Кузнецов

### Лётный состав
Лётчики 1-й авиаэскадрильи:
Агамиров, В. С. Белойван, Г. М. Блинцов, В. П. Денисов, Н. И. Жуков, П. К. Новосёлов, Нохов, А. П. Мамкин, А. И. Моденов, штурманы: Аркадьев, Вильчинский, ... (список уточняется).
Лётчики 2-й авиаэскадрильи:
А. В. Жога, лётчик-планерист майор Д. А. Кошиц, В. С. Ползунов, А. И. Семёнов, И. Л. Тарасов, Н. А. Шевердинский, штурманы: А. А. Лившиц, В. П. Ткачёв, Тузов, ... (список уточняется).
Лётчицы 3-й авиаэскадрильи:
Е. В. Дегтярёва, М. И. Клуссон, М. С. Пашкевич, ... (список уточняется).

## Послевоенный период
В сентябре 1945 года 105-й гвардейский отдельный авиаполк приказом начальника Главного управления ГВФ маршала авиации Ф. А. Астахова переведён в состав Белорусского территориального управления гражданского воздушного флота СССР.
После войны редакционно-издательский отдел Главного управления ГВФ СССР выпустил книги, посвящённые участию личного состава гражданской авиации в Великой Отечественной войне, например, В. Некрасов «Друзья партизан» и целый ряд других.